# تولد دوباره در خانواده پولدار
تولد دوباره در خانواده پولدار (انگلیسی: Reborn Rich; کره‌ای: 재벌집 막내아들) یک مجموعهٔ تلویزیونی کره جنوبی با بازی سونگ جونگ کی، لی سونگ مین و شین هیون بین است. این مجموعه از ۱۸ نوامبر ۲۰۲۲، روزهای جمعه و شنبه ساعت ۲۲:۳۰ (کی‌اس‌تی) از جی‌تی‌بی‌سی پخش شد.

## خلاصه داستان
تولد دوباره در خانواده پولدار داستان یون هیون وو (سونگ جونگ کی) را روایت می‌کند که توسط یکی از اعضای خانواده سونیانگ مورد خیانت قرار گرفت و کشته شد. بعداً یون هیون وو در بدن جین دو جون کوچک‌ترین پسر این خانواده ثروتمند تناسخ پیدا می‌کند و هدفش انتقام گرفتن از خانواده سونیانگ است.

## بازیگران

### بازیگران اصلی
- سونگ جونگ کی در نقش جین دو جون / یون هیون وو[۳]
- لی سونگ مین در نقش جین یانگ چول[۳]
- شین هیون بین در نقش سو مین یونگ[۴]

### بازیگران مکمل
- کیم نام-هی در نقش جین سونگ جون[۵]
- تیفانی یانگ در نقش ریچل[۶]
- پارک هیوک-کوان در نقش اوه سه هیون/ماسون اوه[۷]
- جو هان-چول در نقش جین دونگ کی[۸]
- پارک جی-هیون در نقش مو هیون مین[۹]
- کانگ کی دونگ در نقش جین هیونگ جون[۱۰]
- کیم یونگ-جه در نقش جین یون کی[۱۱]
- کیم جونگ-نان در نقش سونگ جونگ ده[۱۲]
- کیم شین-روک در نقش جین هوا یونگ[۱۳]
- کانگ گیل وو در نقش بک سانگ وو[۱۴]
- لی هوانگ یی[۱۵]
- کیم دو هیون در نقش چوی چانگ جه[۱۶]
- سو جه هی در نقش یو جی نا[۱۷]